# Oziersk
Oziersk (ukr. Озерськ, Ozerśk) – wieś na Ukrainie, w obwodzie rówieńskim, w rejonie sarneńskim, w hromadzie Dąbrowica. W 2001 liczyła 614 mieszkańców, spośród których 607 wskazało jako ojczysty język ukraiński, 2 rosyjski, 4 białoruski, a 1 inny.
W okresie międzywojennym wieś znajdowała się w granicach II RP, wchodząc w skład gminy Wysock w powiecie stolińskim, w województwie poleskim.